# Flipnote Hatena
Flipnote Hatena (うごメモはてな, Ugomemo Hatena) va ser el servei online de l'aplicació del 2009 per a Nintendo DSi Flipnote Studio. Es va anunciar poc abans que es llancés al Japó el desembre de 2008 i les seves funcions van tancar oficialment el 31 de maig de 2013 a causa del llançament proper de la seqüela per a Nintendo 3DS, Flipnote Studio 3D.

## Història
Poc abans del llançament de Flipnote Studio al Japó, més concretament el 18 de desembre de 2008, Nintendo va anunciar que van parlar amb l'empresa proporcionadora de serveis online japonesa Hatena perquè els jugadors puguin intercanviar les seves obres. Parlant en nom de Nintendo, Yoshiaki Koizumi va declarar que va optar per treballar amb Hatena perquè "es necessita una habilitat especial que no tenim per mantenir el lloc que alberga els Continguts Generats per l'Usuari, i no tenim aquesta habilitat. Confiem en Hatena".

## Funcions i capacitats

La pàgina principal de Flipnote Hatena.

Flipnote Hatena és el nom de la part de l'aplicació Flipnote Studio que es connectava a la seva pròpia pàgina web per a ordinador (amb diferències entre regions). Els usuaris es podien descarregar les flipnotes de l'altre usuari, afegir-los estrelles i pujar les seves pròpies. Els usuaris podien també fer un spin-off d'una flipnote, és a dir, editar una que ha pujat un usuari i editar-la sempre que es pugui.
Flipnote Hatena oferia la capacitat pels usuaris de classificar i comentar les obres d'altres, així com integrar les seves animacions a altres pàgines web. Els usuaris podien també assenyalar presentacions com inadequades, i així no es mostren visibles a través d'Hatena per complet.
És possible trobar-se amb tota mena de flipnotes, des de musicals, explicant alguna peripècia sobre un personatge o senzillament humorístiques.
Després de 30 flipnotes publicades en 30 dies diferents, el creador es converteix en ciutadà Flipnote, que li ofereix noves opcions per crear un canal que fa funció de categoria, on un usuari pugui pujar-hi les seves flipnotes.

### Estrelles per a flipnotes
Flipnote Hatena també tenia la seva pròpia economia d'"estrelles". S'utilitzaven per a qualificar flipnotes, i els usuaris pot afegir tantes estrelles com volguessin a qualsevol Flipnote. Més de les estrelles normals, els usuaris podrien comprar o guanyar estrelles de colors:
- Groc. És l'estrella bàsica. Es poden afegir tantes com es vulguin.
- Verd. És de propietat limitada, es poden guanyar de diferents maneres: informant de Flipnotes inadequades, l'ús d'altres serveis de Hatena, publicant Flipnotes freqüència (basat en el nombre de dies en què es publiquen Flipnotes) o la gestió d'un canal popular.
- Vermell. És més estranya que la verda, que no es pot guanyar mitjançant la compra de paquets d'estrelles. Els creadors de Flipnotes les podien rebre si eren presentades en les notícies setmanals.
- Blau. És molt semblant a la vermella.
- Porpra. És la més estranya en Flipnote Hatena, que només pot ser guanyada per la compra de dos paquets de les estrelles més cares. En general, es dona molt poques vegades a un creador, sovint es diu que està reservada només per als millors dissenyadors.

A més, els usuaris poden comprar "caixes" que contenen un nombre determinat d'estrelles de colors. El contingut d'aquestes caixes van ser aleatoris perquè els usuaris no sàpiguen quants de cada color rebien, però com més gran és la caixa comprada, és més probable que l'usuari rebria estrelles de colors.
El sistema de l'estrella a Flipnote Hatena va tenir una recepció mixta dels usuaris. La possibilitat d'afegir infinites estrelles era un gran inconvenient, ja que gran part de la comunitat de Flipnote Hatena es va convertir en un no-parar de rebre tantes estrelles com sigui possible. Això va conduir a una pràctica considerada en la comunitat com "Star beggins (mendicitat)". Aquestes Flipnotes sense valor d'entreteniment augmentarien ràpidament a la part superior de la secció més popular.

### Canvis en la versió d'ordinadors
Flipnote Hatena disposa de versió escriptori. Quant a la pàgina web a través d'Internet, Flipnote Hatena oferia als usuaris la possibilitat de votar i comentar en el codi HTML de cada flipnote. Qualsevol usuari podia també reportar una "Flipnote" que consideri de contingut inadequat. Les "flipnotes" que estiguin reportades, no seran visibles a través de Flipnote Hatena (Intranet) i eren suprimides del web alhora.

## Tancament del servei
A causa de l'arribada de Flipnote Studio 3D, les característiques de la comunitat de la versió de DSi es van suspendre el 31 de maig de 2013. Moltes protestes es van iniciar a la comunitat de Flipnote Hatena, incloent spin-offs de cadenes de flipnotes i instruccions per posar-se amb contacte amb Hatena, però no va tenir èxit. No obstant això, els creadors encara van intentar evitar el tancament de Flipnote Hatena.
Nintendo anuncià que el contingut de Flipnote Hatena es transferiran al nou servei en línia de Flipnote Studio 3D: Flipnote Gallery: World i Flipnote Gallery: Friends. Les Flipnotes de DSi seran accessibles des de la Nintendo DSi Library, una secció de lliure accés del servei Flipnote Gallery: World. L'objectiu principal de la Nintendo DSi Library serà per als usuaris transferir les seves Flipnotes de Flipnote Studio a Flipnote Studio 3D, on es poden editar com qualsevol altre Flipnote. Les flipnotes es poden descarregar fins al 31 de març de 2015, encara que només a Amèrica del Nord pel que sembla.
Ja és impossible comprovar el Flipnote Hatena ID a través del lloc web des del 23 de març de 2015.